# Simopteryx miraria
Simopteryx miraria là một loài bướm đêm trong họ Geometridae.